# Toce
Toce är en bergsflod i Lepontiska alperna och högerbiflod till Ticino i regionen Piemonte i Italien.

## Sträckning och tillflöden
Toce rinner upp söder om Griespasset. Vid La Frua finns ett 143 meter högt vattenfall. Floden passerar Domodossola och mynnar i Lago Maggiore vid Baveno.